# Rinspeed

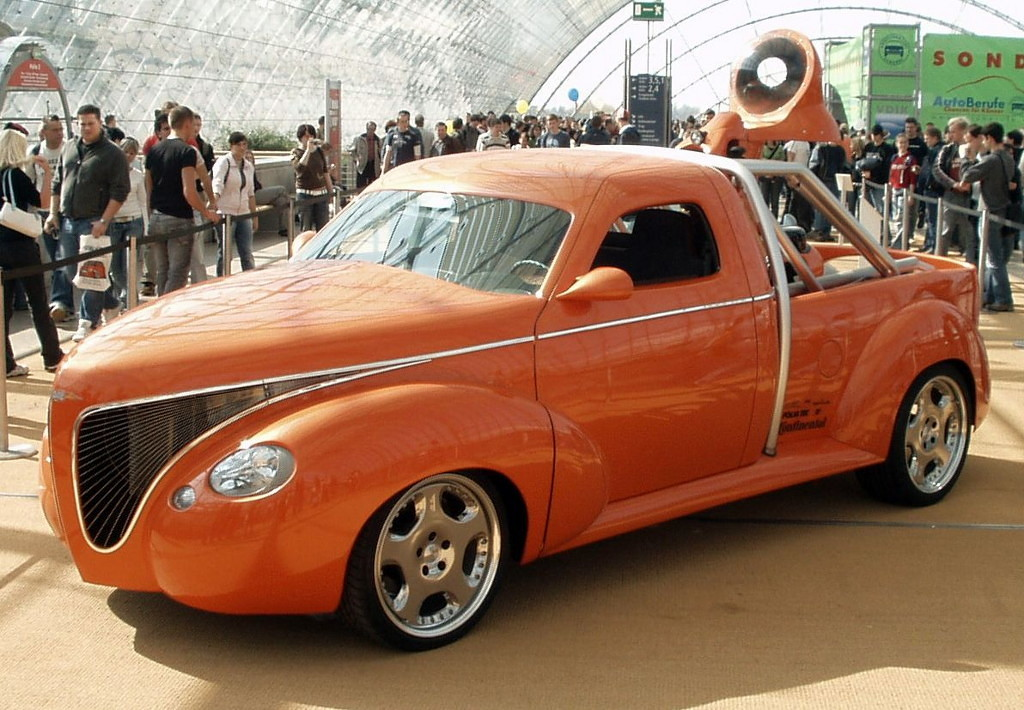
Rinspeed Tatooo.com (2000)

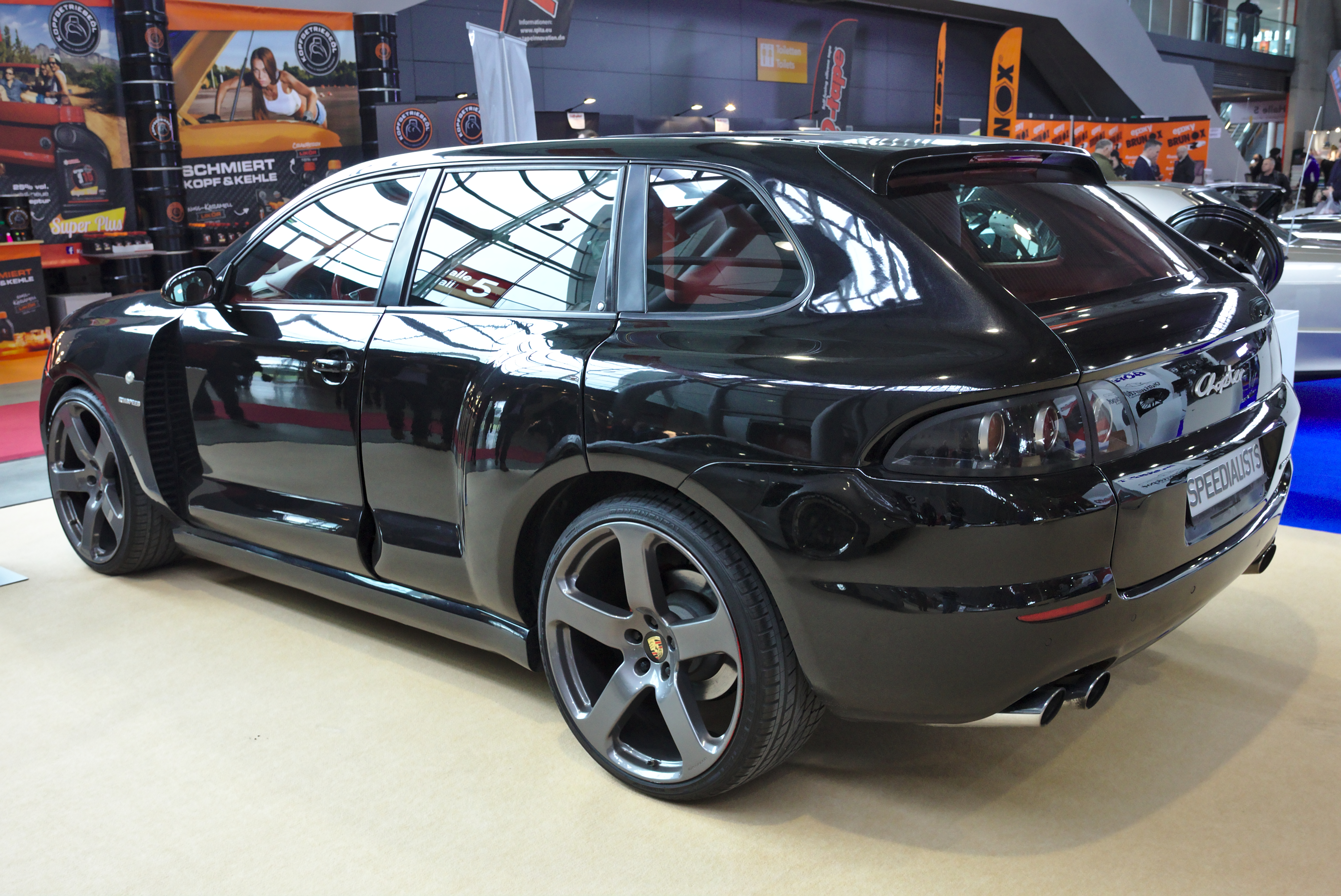
Rinspeed Chopster (2005)

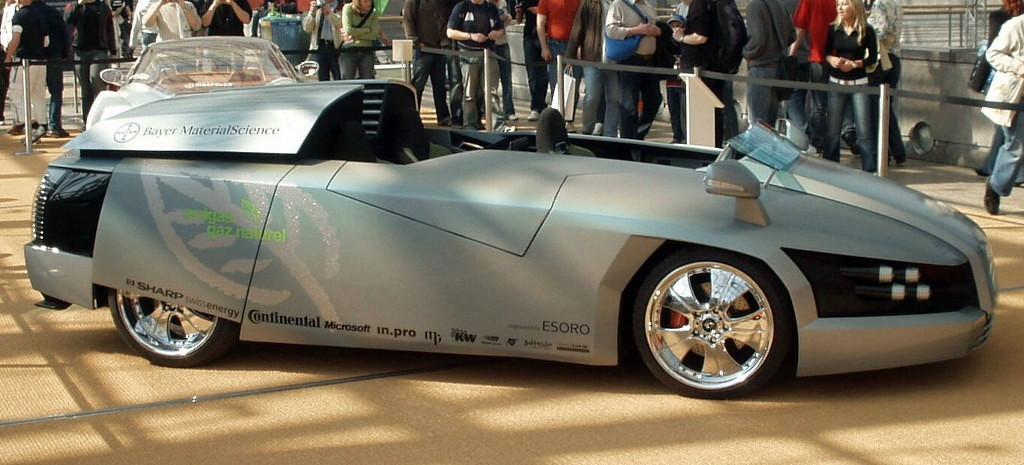
Rinspeed Senso (2005)

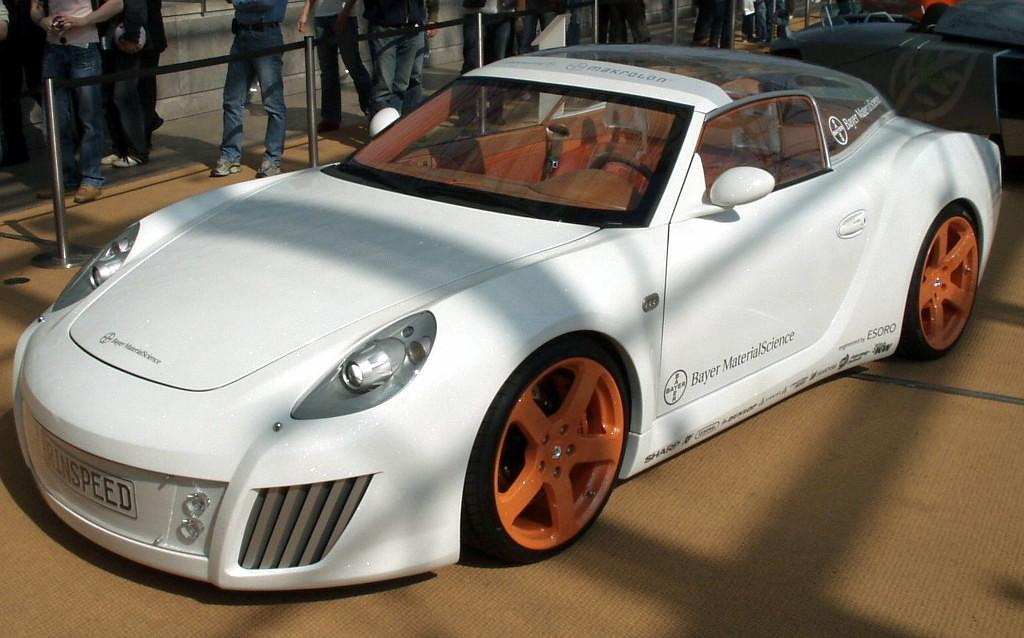
Rinspeed zaZen (2006)

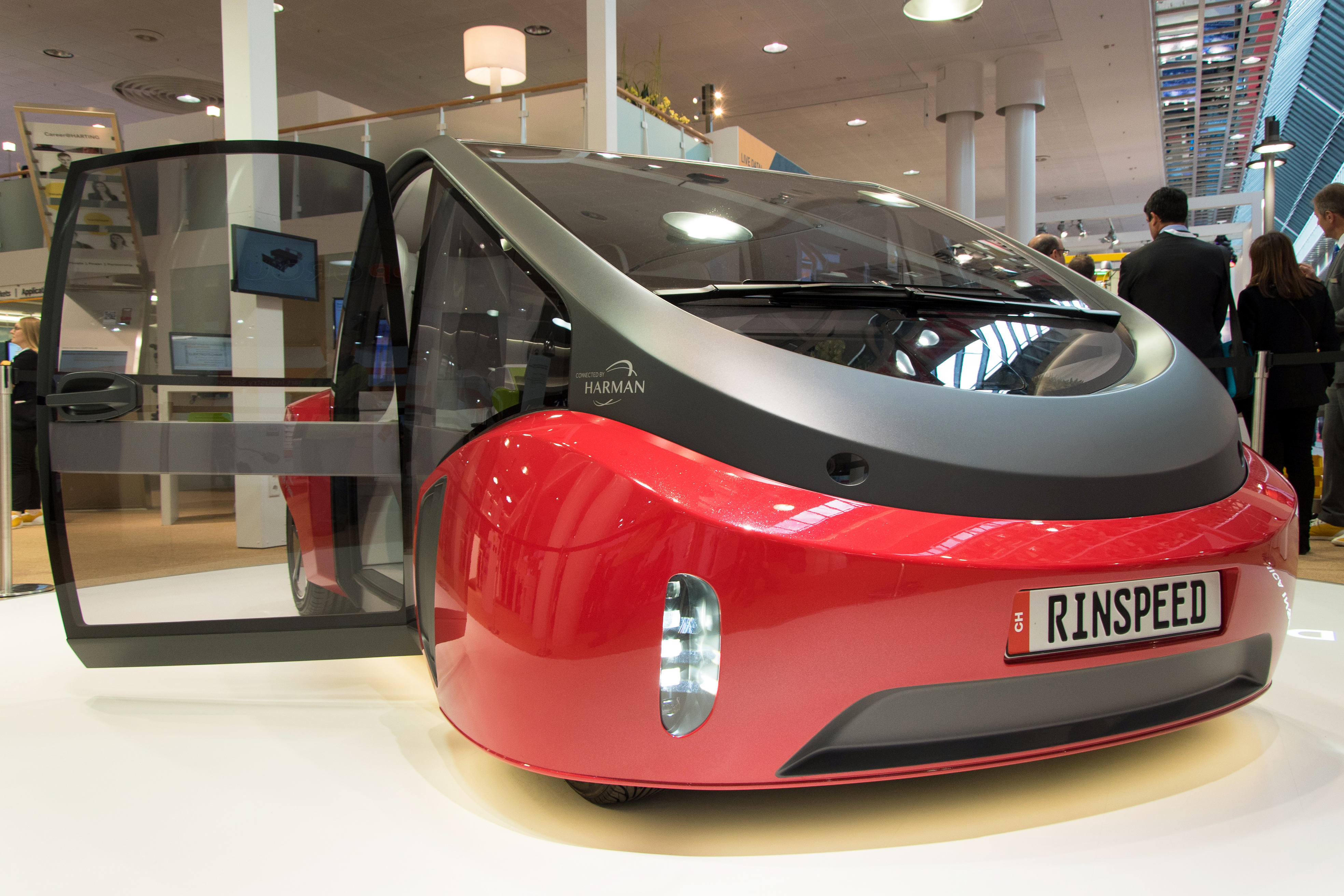
Rinspeed Oasis (2017)

Rinspeed AG ist eine Aktiengesellschaft, die in Zumikon bei Zürich in der Schweiz beheimatet ist. Sie ist in privatem Besitz und publiziert keine Umsatzzahlen. Die Sparten des Unternehmens sind der Prototypen- und Konzeptfahrzeugbau und Mobilitätsberatung. Das Unternehmen sorgt auf dem Genfer Auto-Salon und an der CES in Las Vegas mit seinen Mobilitätsvisionen regelmässig für weltweites Aufsehen.

## Geschichte
In den frühen 1970er-Jahren gründete Frank M. Rinderknecht (geboren 1955) eine Firma, um Mofazubehör zu günstigem Preis zu bekommen. Daraus entstand 1979 ein Unternehmen, das sich in der Folge vom Importeur für Sonnendächer zur Vertretung für AMG (1982) und für AC Schnitzer (1988) sowie einem Teil der Tuningindustrie entwickelte. 1981 stellte er das erste viel beachtete Konzeptfahrzeug vor, den Rinspeed Aliporta, einen VW Golf mit Flügeltüren. 1983 folgte ein Porsche 959 in Targa-Fassung.
Seit 1991 präsentierte Rinspeed jedes Jahr mindestens ein neues Konzept- und Sonderfahrzeug. Zwischen 2002 und 2005 zeigte das Unternehmen vier Fahrzeuge, wovon drei aus Umweltschutzgründen mit Erd- beziehungsweise Naturgas betrieben werden. Anders war der 2005 vorgestellte Chopster, ein Porsche Cayenne mit tiefergelegtem Dach und 600 PS Leistung, der in einer Kleinserie vor allem für den Nahen Osten gebaut wird. Bekannt ist auch die Zusammenarbeit mit einer Reihe von Spezialisten aus der Automobil-Zulieferbranche im In- und Ausland, darunter Harman, Osram, Dekra, Eberspächer, ZF, SAP, EY, Wirecard, Borbet und vielen anderen mehr sowie mit Hochschulen, Energielieferanten und der Industrie.
Um sich stärker auf die Entwicklung von Projektfahrzeugen und Dienstleistungen für die Autoindustrie konzentrieren zu können, verkaufte Rinspeed 2008 den Geschäftsbereich „Porsche Tuning“ an die als „Extrem-Luxustuner“ agierende Mansory GmbH.
Seit 2018 betreffen die Konzepte von Rinspeed nicht mehr die individuelle Mobilität. Der Anfang Januar 2018 auf der CES in Las Vegas vorgestellte „Snap“ ist ein Shuttle, das unter anderem mehrere Personen autonom befördern kann. Rinspeed entwickelte in den folgenden Jahren diese Grundidee eines modularen Fahrzeugs für den urbanen Raum weiter. Das Konzept besteht aus einer Plattform, in der die Technik (Antrieb, Fahrwerk usw.) untergebracht ist, und einem wechselbaren Aufbau. Dieser Aufbau ist wahlweise für den Transport von Personen oder von Gütern ausgelegt.
Den 2021 vorgestellten „CitySnap“ will das Unternehmen auf den Markt bringen. Um dafür Kapital zu sammeln, hat Rinspeed-Chef Rinderknecht ein neues Unternehmen gegründet. Mit dem „CitySnap“ soll zum Beispiel eine Packstation in ein Wohngebiet gebracht werden. Sind sämtliche Pakete entnommen, wird diese Station wieder eingesammelt, „oder das Fahrzeug fährt zur Baustelle und bringt Schrauben“, beschreibt Rinderknecht einen weiteren Anwendungsfall.

## Vorgestellte Fahrzeuge
- Speed-Art (1992)
- Veleno (1993)
- Cyan (1994)
- Roadster R + SC-R (1995)
- Yello Talbo (1996)
- Mono Ego (1997)
- E-Go Rocket (1998)
- X-Trem (1999)
- Tatooo.com (2000)
- Rone (2001)
- Presto (2002)
- Bedouin (2003)
- Splash (2004)
- Chopster (2005)
- Senso (2005)
- zaZen (2006)
- eXasis (2007)
- sQuba (2008)
- iChange (2009)
- UC? (2010)[7][8]
- BamBoo (2011)
- Rinspeed Dock+Go (2012)[9]
- Rinspeed MicroMax (2013)[10]
- Rinspeed Etos (2016)[11]
- Rinspeed Oasis (2017)[12][13]
- Rinspeed Snap (2018)[14]
- Rinspeed Microsnap (2019)[15]
- Metrosnap (2020)[16]
- Citysnap (2021)[17]